# Медуза платноход
Медузите платноходи (Velella velella) са вид хидровидни от семейство Porpitidae.
Таксонът е описан за пръв път от Карл Линей през 1758 година.